# Prix Assia Djebar du roman
Le Prix Assia Djebar du roman est un prix littéraire algérien créé en 2015 pour promouvoir la production littéraire algérienne. 
Il récompense « les meilleurs romans en langues arabe, tamazight et française » publiés en Algérie entre deux éditions du Salon international du livre d’Alger (Sila). Le prix a été institué par deux éditeurs algériens, l’Entreprise nationale des arts graphiques (ENAG) et l’Agence nationale de l’édition et de la publicité (ANEP). Le prix rend hommage à la romancière algérienne Assia Djebar, membre de l’Académie française à partir de 2005, disparue le 6 février 2015. 
Les premiers prix ont été attribués en novembre 2015. Chaque lauréat reçoit une récompense de 1 million de dinars algériens.
Après deux années d’interruption du fait de la pandémie de COVID-19, le Grand Prix Assia Djebar du Roman a été relancé en 2022. Le jury a été́ installé le jeudi 7 avril 2022 au siège de l’ANEP par Mme Sihem Derardja, présidente directrice générale de l’ANEP

## Liste des lauréats

### Prix en langue arabe
| Édition | Auteur(e)            | Titre de l'ouvrage (en français)         | Titre de l'ouvrage (en arabe) |
| ------- | -------------------- | ---------------------------------------- | ----------------------------- |
| 2015    | Abdelouahab Aissaoui | La montagne des morts                    | سييرا دي مويرتي               |
| 2016    | Samir Kacimi         | Le livre du marcheur                     | كتاب الماشاء                  |
| 2017    | Merzak Bektache      | La pluie écrit sa biographie             | المطر يكتب سيرته              |
| 2018    | Nahed Boukhalfa      | Sirène, destination d’un homme optimiste | سيران وجهة رجل متفائل         |
| 2019    | Kheiri Belkhir       | Noubouate rayka                          | نبوءات رايكا                  |
| 2022    | Abdallah Kerroum     | At-tarhane                               | الطرحان                       |
| 2024    | Inaam Bayoud         | Houaria                                  |                               |

Le prix 2024, attribué à Inaam Bayoud, fait l'objet de controverses sur les réseaux sociaux.

### Prix en langue amazighe
| Édition | Auteur(e)          | Titre de l'ouvrage                      |
| ------- | ------------------ | --------------------------------------- |
| 2015    | Rachid Boukherroub | Tislit n uɣanim                         |
| 2016    | Lynda Koudache     | Tamacahut Taneggarut                    |
| 2017    | Mustapha Zaarouri  | D wagi i d asirem-iw                    |
| 2018    | Mhenni Khalifi     | Imehbal                                 |
| 2019    | Djamel Laceb       | Nna Ɣni                                 |
| 2022    | Muhend Akli Salhi  | Tiṭ d yilleḍ, ayen i d qqarent tewriqin |
| 2024    | El-Hachemi Karach  | 1954, Talalit n Ussirem                 |

### Prix en langue française
| Édition | Auteur(e)                           | Titre de l'ouvrage               |
| ------- | ----------------------------------- | -------------------------------- |
| 2015    | Amine Ait Hadi                      | L'aube au-delà                   |
| 2016    | Djamel Mati                         | Yoko et les gens du Barzakh      |
| 2017    | Noureddine Saadi (à titre posthume) | Boulevard de l'abîme             |
| 2018    | Ryad Girod                          | Les yeux de Mansour              |
| 2019    | Lynda Chouiten                      | Une valse                        |
| 2022    | Mohamed Abdallah                    | Le vent a dit son nom (ed. APIC) |
| 2024    | Abdelaziz Otmani                    | Sîn, la lune en miettes          |